# Knjaževac
Knjaževac (v srbské cyrilici Књажевац) je město na východě Srbska, 280 km jihovýchodně od Bělehradu v regionu známém pod názvem Timocká krajina.

## Poloha
Město leží při hranici s Bulharskem, v Zaječarském okruhu, v údolí řeky Timoku. V roce 2011 mělo podle sčítání lidu 18 089 obyvatel. Je sídlem stejnojmenné opštiny. V jeho blízkosti se nachází vrchol Midžor a resort zimních sportů Babin zub. Protékají zde řeky Svrljiški Timok, Trgoviški Timok a Beli Timok.

## Historie

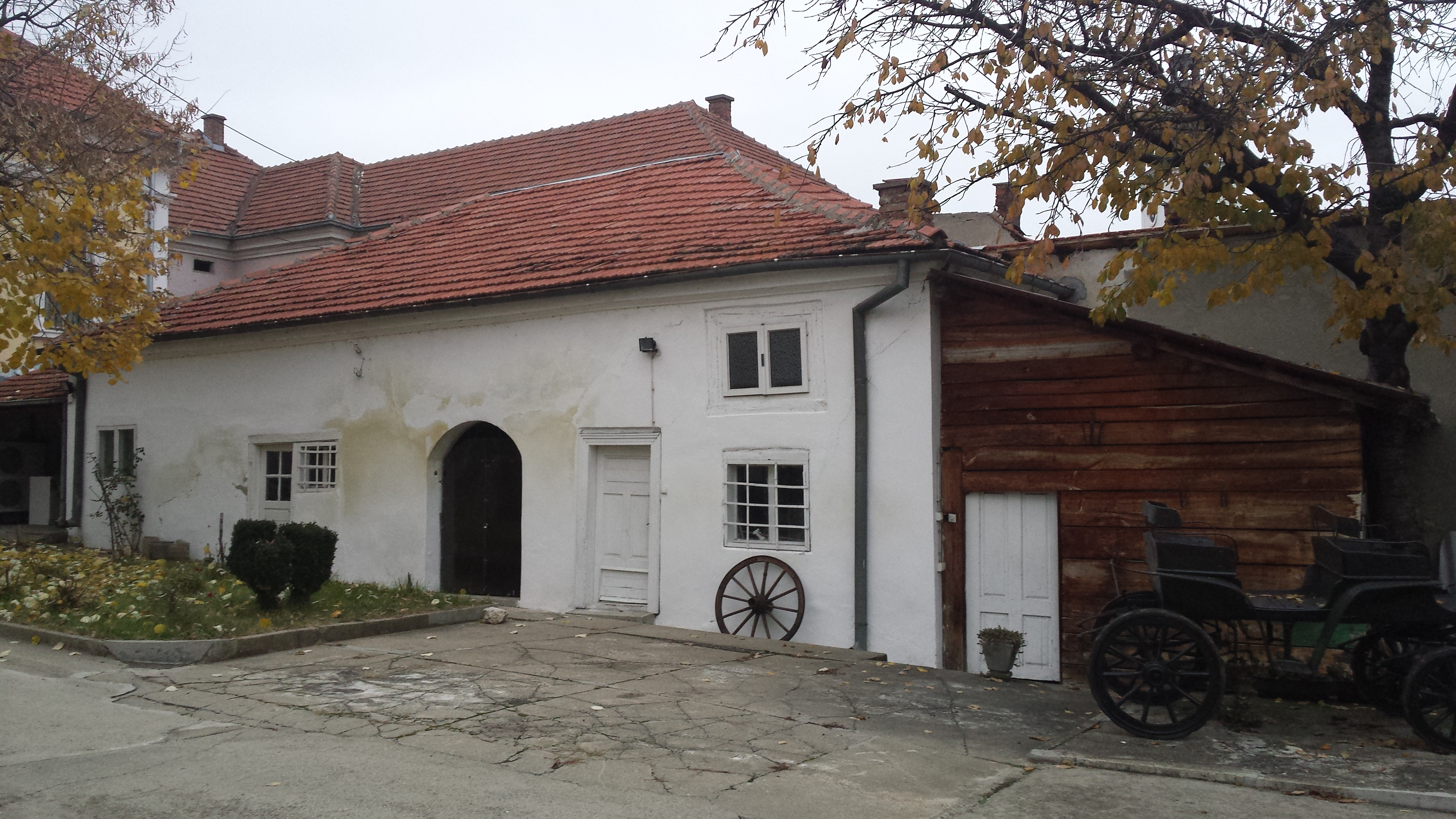
Budova Regionálního muzea v Knjaževaci.

Existence sídla je v této lokalitě doložena již z doby Římské říše.
Město, jehož původní název zněl Gurgusovac/Гургусовац, bylo v roce 1833 připojeno k Srbsku. Od roku 1859 má současný název. Rozvíjející město bylo těžce poškozeno v roce 1876 během první srbsko-turecké války. V dobách druhé balkánské války v roce 1913 jej obsadili Bulhaři. 
V roce 1910 město navštívil známý švýcarský architekt Le Corbusier. Jeho skica pohledu na město je dnes dochována v budově srbského národního muzea.
Během druhé světové války byl okupován německou armádou 11. dubna 1941 a osvobozen dne 10. října 1944. Po roce 1960 bylo město industrializováno, vybudovány např. textilní a obuvnické závody. Vznikl zde také podnik, který spadal pod továrnu na traktory s názvem IMT. V této době byl postaven také místní Dům kultury a zdravotnické středisko.

## Kultura

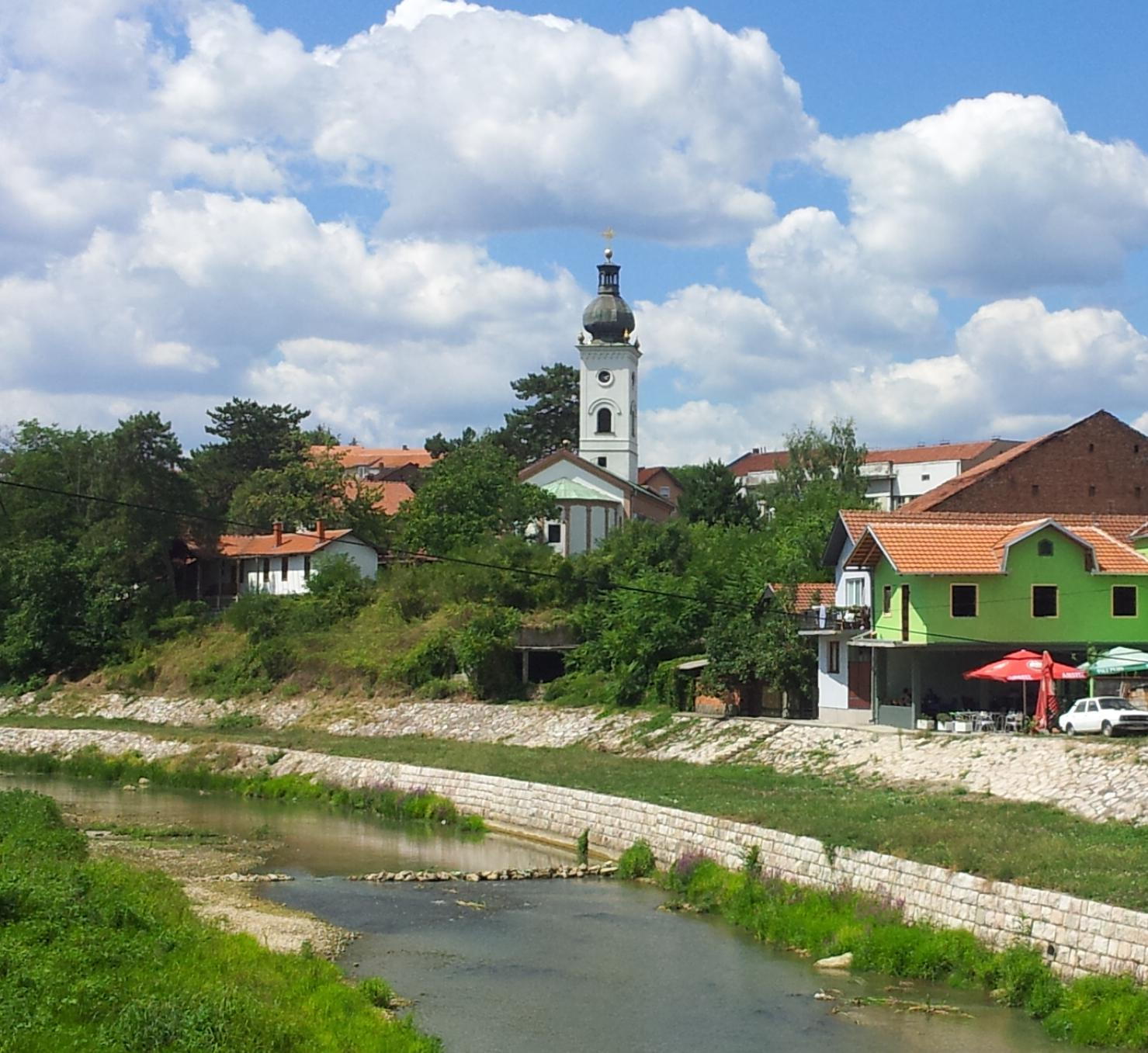
Kostel svatého Jiří

Ve městě se nachází Dům Acy Stanojeviće (srbsky Kuća Ace Stanojevića) a regionální muzeum. Kromě toho je zde umístěno i městské muzeum. 
Další místní pamětihodností je věž Gurgusovac.
Místní pravoslavný kostel je zasvěcen Svatému Jiří (srbsky Sveti Đorđe).

## Doprava
Město má vlastní železniční nádraží, které se nachází na trati Niš-Prahovo. 
Severo-jižní směrem prochází přes Knjaževac silnice Niška Banja–Zaječar (č. 35). Vede samotným středem města.

## Známé osobnosti
- Aca Stanojević, politik Lidové národní strany.